# Phrynarachne huangshanensis
Phrynarachne huangshanensis är en spindelart som beskrevs av Li, Chen och Song 1985. Phrynarachne huangshanensis ingår i släktet Phrynarachne och familjen krabbspindlar. Inga underarter finns listade i Catalogue of Life.